# José David Casado
José David Casado García (* 14. ledna 1988, Almería, Španělsko) je španělský fotbalový záložník, v současnosti hráč klubu 1. FK Příbram.

## Klubová kariéra
Ve Španělsku působil mj. v mládežnické akademii La Masia klubu FC Barcelona. Poté hrál za kluby z nižších španělských soutěží. V roce 2013 odešel do Maďarska do klubu Kazincbarcikai SC, pak hrál ve slovenském TJ OFC Gabčíkovo.
V červenci 2014 přestoupil do slovenského celku FC Spartak Trnava, kde podepsal dvouletou smlouvu. Za Spartak debutoval ve Fortuna lize 13. července 2014 proti FC ViOn Zlaté Moravce (výhra 3:0). S Trnavou se představil v Evropské lize UEFA 2014/15. V prosinci 2015 se s ním vedení Spartaku dohodlo na ukončení smlouvy.
Od ledna do června 2016 působil v rumunském klubu FC Botoșani.
Začátkem září 2016 jej angažoval český prvoligový klub 1. FK Příbram, který prožíval nevydařený start do sezóny 2016/17. Od hráče očekával kreativitu v útočné fázi.